# 木庭神社
木庭神社（きにわじんじゃ）は、兵庫県姫路市木場の海岸近くにある神社。

## 概要
1615年（元和元年）に木場の長者であった三木九右衛門宋栄による創建と伝えられる。姫路市白浜町の松原八幡神社の別宮で、木場の産土神である。一帯を木庭山とよばれ三国志の赤壁にちなんだ名が与えられている景勝地、小赤壁の上部、木場山山頂付近に位置する。風雨の害により大きな損傷を受け1741年（寛保元年）に木場村の医者であった三木寸斗により再建された。その後も幾度かの改築を経て現在に至る。祭神は10神あるが、これほど多くの神を祭る例は非常に珍しい。神社は南向き（追記：社殿は南西向き）、瀬戸内海に面しており、風光明媚である。神殿前には断ち切られたかのような巨大な岩が何枚か鎮座する。西下方には、波切不動明王がある。東方眼下には八家地蔵が、東西に播磨臨海工業地帯が俯瞰できる。
現在の鎮座地は　木場（きば）であるが、旧地名が木庭（きにわ）であったため、神社名は木庭神社である。
神社へ至る産道はサクラの名所としても知られる。7月15日には夏祭りが催され、紙を貼った鳥居である紙鳥居が建てられるが、鳥居の紙には夏ばて防止、無病息災などのご利益があると信じられて、破って持ち帰りお守りとして利用される。現在では紙に変わり、ビニールが用いられる。

## 祭神
以下の8柱。
- 天照大御神
- 豊受大神
- 住吉大神　（表筒男命、中筒男命、底筒男命の3神の総称なので、合計10神となり、「概要」の記述と矛盾しない。）
- 仲哀天皇
- 神功皇后
- 応神天皇
- 大己貴命
- 少彦名命

## 木庭神社境内
- 木庭神社社殿より黄昏の瀬戸内海を望む
- 上記「祭神」の項参照
- 木庭神社と大岩
- 狛犬と巨岩
- 境内の巨岩と幟

## 交通アクセス
- 公共交通機関
  - 鉄道:八家駅・的形駅（山陽電鉄）から約2km。
  - バス:姫路駅南口から神姫バス93系統乗車、「木庭山公園口」下車。
- 自動車
  - 国道250号八家駅前を南下、約2km。